# سکستوس پاپیریوس
سکستوس پاپیریوس (Sextus Papirius) قاضی رومی است که در ایام سلطنت تارکینیوس سوپربوس، هفتمین و آخرین شاه روم (از ۵۳۴ تا ۵۱۰ ق م ) برآمد. او قوانین مدنی را مدون ساخت که پس از آن به قانون پاپیریوس موسوم شد. این قوانین مفقود شده و به دست ما نرسیده است، هرچند بنا به گفتهٴ موم‌سن قانون پاپیریوس تألیف مجعولی است که از روی گزارش‌های کشیشان دربارهٴ اواسط سدهٴ اول پیش از میلاد  تدوین شده است.